# ПЕРТ
Техниката за преглед и оценка на програми, или ПЕРТ (PERT – Program Evaluation and Review Technique), е техника за определяне на график в управлението на проекти. ПЕРТ е наложена от технологичните проекти в американската армия в средата на 20 век. Диаграмите при нея са от тип дейност на стрелката. В по-обобщена версия на ПЕРТ за всяко задание, необходимите време и разходи се определят с разпределения на вероятностите. Различните задания могат да имат свои специфични разпределения, според спецификата на работата. След това различните разпределения се акумулират, в зависимост от ограниченията, за да бъдат изчислени с по-добра предвидимост времето и цената на проекта. По-груба оценка може да бъде с триъгълно разпределение или дори трапецовидно разпределение, като даване на точни стойности също е частен случай на ПЕРТ. Техниката е особено полезна, когато има на разположение улесняващ софтуер.

## Стандартен ПЕРТ
Най-често ПЕРТ анализът се ползва с Бета разпределение, където по минимум (5% процентов квантил), средно (50% квантил) и максимум (95% квантил) се определя очакваната продължителност или цена по опростена формула за очаквана стойност:
{\displaystyle E(X)={\frac {min+4avg+max}{6}}}
Според Закона за големите числа за много големи проекти, акумулираното разпределение за целия проект клони към нормално.